# Arnold Schwarzenegger
Arnold Alois Schwarzenegger (phát âm theo tiếng Đức: [aɐnɔlt aloʏs ʃvaɐtsənɛgɐ]; theo tiếng Anh: [ɑ˞nɔld ʃwɔ˞tsənegɚ], sinh ngày 30 tháng 7 năm 1947) là một nam diễn viên, cựu vận động viên thể hình kiêm chính trị gia người Mỹ gốc Áo. Ông được biết đến nhiều nhất thông qua những vai diễn trong các bộ phim thuộc thể loại hành động, với một số vai diễn đã giúp ông trở thành ngôi sao của điện ảnh Hollywood.
Schwarzenegger bắt đầu tập thể hình khi mới 15 tuổi và được coi là một trong những gương mặt quan trọng nhất trong lịch sử môn thể hình, trở thành Mr. Universe trẻ nhất ở tuổi 20 và tổng cộng bảy lần thắng giải Mr. Olympia Schwarzenegger vẫn là một nhân vật quan trọng của môn thể hình dù đã rút lui khá lâu, và ông đã viết nhiều cuốn sách cũng như các bài báo về môn này.
Schwarzenegger nổi tiếng trên toàn thế giới với tư cách ngôi sao phim hành động Hollywood, với các vai chính trong các bộ phim Conan the Barbarian và The Terminator (Kẻ hủy diệt). Ông được đặt tên hiệu là "Austrian Oak" và "Styrian Oak" thời còn đang tập thể hình, "Arnold Strong" và "Arnie" khi làm diễn viên, và gần đây nhất là "Governator" (một từ ghép giữa Governor (Thống đốc) và Terminator (Kẻ hủy diệt), một trong các vai diễn của ông).
Là một Đảng viên Cộng hoà, ông lần đầu được bầu ngày 7 tháng 10 năm 2003, trong một bầu cử miễn nhiệm để thay thế vị Thống đốc khi đó là Gray Davis. Schwarzenegger tuyên thệ nhậm chức ngày 17 tháng 11 năm 2003, để phục vụ nốt nhiệm kỳ của Davis. Sau đó Schwarzenegger tái trúng cử ngày 7 tháng 11 năm 2006, trong cuộc bầu cử thống đốc California năm 2006, để tiếp tục phục vụ một nhiệm kỳ đẩy đủ, đánh bại ứng cử viên Dân chủ Phil Angelides, người đang là Thống đốc ngân hàng bang California ở thời điểm ấy. Schwarzenegger tuyên thệ nhậm chức nhiệm kỳ thứ hai ngày 5 tháng 1 năm 2007. Tháng 5 năm 2004 và 2007, ông được đề cử là một trong Time 100 nhân vật giúp hình thành nên thế giới.
Schwarzenegger cưới Maria Shriver và có bốn con.

## Tuổi trẻ
Schwarzenegger sinh tại Steiermark, Áo (tiếng Đức: Thal bei Graz), một làng nhỏ ngoài rìa thủ phủ Graz vùng Styria và được đặt tên thánh Arnold Alois Schwarzenegger. Cha ông là trưởng cảnh sát khu vực Gustav Schwarzenegger (1907 – 1972), mẹ ông là Aurelia Jadrny (1922 – 1998). Họ cưới nhau ngày 20 tháng 10 năm 1945 –  Gustav khi ấy 38, và Aurelia là một góa phụ 23 tuổi có một con trai tên là Meinhard. Theo Schwarzenegger, cả cha mẹ ông đều rất chặt chẽ: "Khi ấy ở Áo rất nghiêm khác, nếu chúng tôi làm gì không tốt hay không vâng lời cha mẹ, sẽ bị phạt." Ông lớn lên trong một gia đình Cơ đốc giáo La Mã và đến nhà thờ vào mọi ngày chủ nhật.
Gustav yêu thích Meinhard, người con lớn hơn. Ông coi cậu cả là "khỏe mạnh và to mồm," có lẽ do sự nghi ngờ không căn cứ rằng Arnold không phải là con mình. Schwarzenegger đã nói rằng "ông đã không có sự kiên nhẫn để lắng nghe các vấn đề hoặc sự hiểu biết của tôi... đã có một bức tường, một bức tường thực sự." Schwarzenegger quyến luyến mẹ, và luôn liên lạc với bà tới khi bà mất. Sau này, Schwarzenegger ủy thác cho Viện Simon Wiesenthal nghiên cứu các ghi chép của cha ông thời chiến tranh, và không thấy bằng chứng về sự tàn ác dù Gustav là thành viên của Đảng Quốc xã và SA. Ở trường, Schwarzenegger học lực chỉ đứng trung bình, nhưng nổi bật về tính cách "vui vẻ, dễ chịu và cởi mở". Nhà ông khá nghèo; Schwarzenegger nhớ lại cột mốc kỷ niệm quan trọng thời trai trẻ là khi gia đình ông mua một chiếc tủ lạnh.
Khi còn là một cậu bé, Schwarzenegger chơi nhiều môn thể thao với sự ảnh hưởng mạnh từ người cha. Ông lần đầu tiếp xúc với tạ năm 1960, khi vị huấn luyện viên bóng đá của ông đưa đội tới một phòng tập thể dục địa phương. Ở tuổi 14, Schwarzenegger chọn tập thể hình thay cho bóng đá. Schwarzenegger khi được hỏi có phải ông đã bắt đầu tập tạ khi mới 13 tuổi không đã trả lời rằng: "Trên thực tế tôi bắt đầu tập nặng khi mười lăm tuổi, nhưng tôi đã tham gia các môn thể thao, như bóng đá, trong nhiều năm, vì thế tôi cảm giác rằng dù tôi nhỏ người, tôi đã phát triển tốt, ít nhất đủ để tôi tới phòng tập thể dục và bắt đầu tập nâng tạ." Tuy nhiên, website chính thức về tiểu sử của ông viết rằng: "Ở tuổi 14, ông bắt đầu chương trình tập luyện dày với Dan Farmer, nghiên cứu tâm lý học khi 15 tuổi (để biết nhiều hơn về năng lực của tinh thần với cơ thể) và ở tuổi 17, chính thức bắt đầu tham gia thi đấu." Trong một bài phát biểu năm 2001, ông nói, "Kế hoạch của tôi đã hình thành khi tôi 14 tuổi. Cha tôi muốn tôi trở thành một sĩ quan cảnh sát như ông ấy. Mẹ tôi lại muốn tôi tới trường thương mại." Schwarzenegger thường tới một phòng tập tại Graz và ông cũng thường tới các rạp chiếu phim địa phương để theo dõi các thần tượng thể hình như Reg Park, Steve Reeves và Johnny Weissmuller trên màn ảnh rộng. "Tôi đã được truyền cảm hứng từ các nhân vật như Reg Park và Steve Reeves." Khi Reeves chết năm 2000, Schwarzenegger đã trìu mến nhớ lại: "Khi còn thiếu niên, tôi đã lớn lên với Steve Reeves. Những thành tựu to lớn của ông cho tôi cảm giác về những điều có thể, khi những người khác xung quanh tôi không phải lúc nào cũng hiểu được giấc mơ của tôi... Steve Reeves đã là một phần của mọi thứ tôi may mắn có được." Năm 1961, Schwarzenegger gặp cựu Mr. Austria Kurt Marnul, người đã mời ông tới tập tại một phòng tập ở Graz. Khi còn trẻ ông từng nổi tiếng vì mở cửa vào một phòng tập thể dục vào các buổi cuối tuần, khi nó thường đóng cửa, để tập luyện. "Tôi sẽ ốm vì nhớ buổi tập ... tôi biết tôi không thể nhìn mình trong gương vào buổi sáng hôm sau nếu không tập." Khi Schwarzenegger được hỏi về ấn tượng bộ phim đầu tiên khi còn là một cậu bé, ông trả lời, "tôi còn rất nhỏ, nhưng tôi nhớ cha tôi đưa tôi tới các rạp chiếu phim Áo và xem một số phim thời sự. Bộ phim thật sự đầu tiên tôi xem, mà tôi không còn nhớ rõ, là một bộ phim của John Wayne."
Năm 1971, anh trai Meinhard của ông mất sau một vụ tai nạn. Meinhard đã uống và bị giết ngay sau đó, và Schwarzenegger đã không tham gia đám tang anh trai. Meinhard đang định cưới Erika Knapp, và cặp đôi này có một đứa con trai ba tuổi tên là Patrick. Schwarzenegger sau đó đã chi tiền học cho Patrick và mang lại cho cậu một cuộc sống ở Hoa Kỳ. Gustav chết năm sau đó sau một vụ đột quỵ. Trong Pumping Iron, Schwarzenegger tuyên bố rằng ông không tham gia đám tang cha bởi đang tập chuẩn bị cho một cuộc thi. Sau này, cả ông và nhà sản xuất phim đều nói rằng câu chuyện này được lấy của một vận động viên thể hình khác với mục đích thể hiện những hy sinh to lớn mà một số vận động viên dành cho môn thể thao của mình, và để tạo ra một hình ảnh Schwarzenegger lạnh và giống người máy hơn cho bộ phim. Barbara Baker, người bạn gái nghiêm túc đầu tiên của ông, đã nói rằng ông đã thông báo cho bà về cái chết của cha mình một cách vô cảm và rằng ông không bao giờ nói về người anh trai. Cùng với thời gian, ông đã đưa ra ít nhất ba phiên bản về lý do ông không tham gia đám tang cha.
Trong một cuộc phỏng vấn với tạp chí Fortune năm 2004, Schwarzenegger đã tả lại việc mình đã phải chịu đựng cái "mà ngày nay sẽ gọi là sự lạm dụng trẻ em" trong tay người cha:
| “ | "Tóc tôi dựng lên. Tôi bị đánh bằng những chiếc thắt lưng. Đứa trẻ nhà bên cũng vậy. Đó là cách thời ấy. Nhiều đứa trẻ tôi từng thấy đã bị cha mẹ đánh đập, đó là kiểu tâm tính Đức-Áo. Họ không muốn tạo ra một cá nhân. Tất cả đều là khuôn phép. Tôi là một đứa trẻ không vâng lời, và không có đứa trẻ nào không bị đánh. Vì thế, tôi đã trở thành một kẻ nổi loạn. Mỗi lần bị đánh, và mỗi lần một ai đó nói, 'cháu không thể làm điều này,' tôi trả lời, 'điều này sẽ không kéo dài lâu nữa đâu, vì tôi sẽ đi khỏi đây. Tôi muốn giàu có. Tôi muốn trở thành một ai đó.'" | ” |

### Thanh niên
Schwarzenegger phục vụ trong Quân đội Áo năm 1965 để hoàn thành nghĩa vụ quân sự bắt buộc một năm với mọi nam thanh niên Áo 18 tuổi ở thời đó. Ông thắng giải thể hình Junior Mr. Europe dành cho thiếu niên năm 1965. Schwarzenegger đã AWOL khi huấn luyện cơ bản để có thể tham gia vào cuộc thi và bị quân đội tống giam một tuần: "Tham gia vào cuộc thi có ý nghĩa rất lớn với tôi tới mức tôi đã không suy nghĩ kỹ tới những hậu quả của nó." Ông thắng một giải thể hình khác tại Graz, ở Steirer Hof Hotel (đứng thứ hai). Ông được bầu là người có thể hình đẹp nhất Châu Âu, giải khiến ông nổi tiếng.
"Danh hiệu Mr. Universe là chiếc vé cho tôi tới Mỹ –  vùng đất của cơ hội, nơi tôi có thể trở thành một ngôi sao và trở nên giàu có." Schwarzenegger lần đầu tiên bước lên máy bay năm 1966, tham dự cuộc thi NABBA Mr. Universe ở London. Ông giành giải nhì cuộc thi Mr. Universe, không có cơ bắp nổi rõ như nhà vô địch người Mỹ Chester Yorton.
Charles "Wag" Bennett, một trong những trọng tài của cuộc thi năm 1966, đã rất ấn tượng với Schwarzenegger và đề nghị trở thành huấn luyện viên của ông. Bởi Schwarzenegger không có nhiều tiền, Bennett đã mời ông ở trong ngôi nhà đông đúc của mình phía trên một trong hai phòng tập của ông tại Forest Gate, London, Anh. Hình ảnh cơ chân của Yorton được chấm điểm vượt trội, và Schwarzenegger, theo một chương trình huấn luyện do Bennett đặt ra, tập trung vào việc làm nổi cơ và tăng sức mạnh cho chân. Sống tại East End of London đã giúp Schwarzenegger cải thiện khả năng tiếng Anh. Gian khổ đã được đền đáp và, vào năm 1967, Schwarzenegger lần đầu tiên giành giải, trở thành Mr. Universe trẻ nhất mọi thời đại ở tuổi 20. Ông sẽ tiếp tục giành giải này thêm bốn lần nữa. Sau đó Schwarzenegger quay trở về München, tập luyện bốn tới sáu giờ hàng ngày, đăng ký theo học trường kinh doanh và làm việc tại một câu lạc bộ sức khoẻ (phòng tập của Rolf Putzinger nơi ông làm việc và tập luyện giai đoạn 1966-1968), quay trở lại London năm 1968 và giành thêm một giải Mr. Universe nữa. Ông thường nói với Roger C. Field, một người bạn ở Munich thời đó, "Tôi sẽ trở thành diễn viên vĩ đại nhất!"

### Sang Mỹ

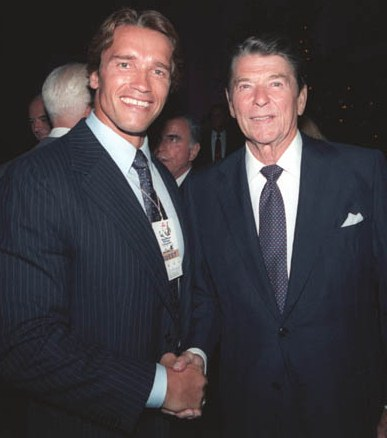
Schwarzenegger với Tổng thống Ronald Reagan năm 1984.

Schwarzenegger sang Mỹ tháng 9 năm 1968 ở tuổi 21, chỉ nói được một chút tiếng Anh. "Theo tự nhiên, khi tôi tới đất nước này, trọng âm của tôi rất kém, và trọng âm của tôi cũng rất mạnh, đó là một vật cản khi tôi bắt đầu theo đuổi nghiệp diễn." Tại Mỹ ông tập tại Gold's Gym ở Santa Monica, California, dưới sự hướng dẫn của Joe Weider. Từ năm 1970 tới năm 1974, một trong những bạn tập của Schwarzenegger là Ric Drasin, một đô vật chuyên nghiệp người đã thiết kế ra logo gốc của Gold's Gym năm 1973. Schwarzenegger cũng trở thành bạn thân với đô vật chuyên nghiệp "Superstar" Billy Graham. Năm 1970, ở tuổi 23, ông lần đầu giành giải Mr. Olympia tại New York, và sẽ tiếp tục giành tổng cộng bảy danh hiệu này.
Ở một số khía cạnh Schwarzenegger có thể đã là một người nhập cư bất hợp pháp hồi cuối thập niên 1960 hay đầu thập niên 1970 vì những vi phạm vào các điều khoản trong visa của ông.
Năm 1969, Schwarzenegger gặp Barbara Outland Baker, một giáo viên tiếng Anh và sống với bà cho tới năm 1974. Schwarzenegger đã kể về Barbara trong hồi ký của mình năm 1977: "Về căn bản nó là như thế này: cô ấy là một phụ nữ rất ổn định người muốn một cuộc sống bình thường và ổn định, và tôi lại không phải là người đàn ông ổn định, và ghét các ý nghĩa của một cuộc sống bình thường." Baker đã tả Schwarzenegger là "một cá tính vui vẻ, luôn lôi cuốn, thích mạo hiểm, và yêu thể thao." nhưng cho rằng tới cuối thời kỳ quan hệ của họ ông trở nên "không thể chịu đựng nổi –  kiêu ngạo –  cho rằng thế giới quay quanh anh ta." Baker đã xuất bản cuốn hồi ký của mình năm 2006, với tựa đề Arnold and Me: In the Shadow of the Austrian Oak (Arnold và Tôi: Dưới bóng cây Sồi Áo). Dù nhiều lúc Baker vẽ ra một bức chân dung không tốt về người tình cũ của mình, Schwarzenegger thực tế đã đóng góp vào cuốn sách kể ra toàn bộ sự thực của bà bằng một lời nói đầu, và cũng đã gặp Baker trong ba giờ. Ví dụ, Baker tuyên bố rằng bà chỉ biết về sự không chung thủy của ông sau khi hai người đã chia tay, và đã nói về một cuộc sống tình ái không êm đềm và say đắm. Schwarzenegger đã nói rõ rằng sự hồi tưởng của mỗi người về các sự kiện quá khứ có thể khác nhau. Hai người gặp gỡ lần đầu tám tháng sau khi ông tới Mỹ –  cuộc hẹn hò đầu tiên của họ là ngồi xem phi thuyền Apollo hạ cánh xuống Mặt Trăng trên vô tuyến. Họ sống trong một căn hộ tại Santa Monica trong ba năm rưỡi và có ít tiền, bỏ cả ngày đi chơi ngoài biển, hay ăn thịt nướng ở vườn sau. Dù Baker nói rằng lần đầu bà gặp ông, ông "ít biết về xã hội thượng lưu" và thấy ông là một turn-off, bà nói, "Anh ta là một người tự giáo dục ở mức nhiều nhất có thể –  anh ta không nhận được sự khuyến khích từ cha mẹ, gia đình, anh trai. Anh ta chỉ có một mong muốn to lớn được chứng tỏ mình, và điều đó thật hấp dẫn... Tới chết tôi vẫn biết rằng Arnold đã yêu tôi."
Schwarzenegger gặp người tình tiếp sau, Sue Moray, một phụ tá làm tóc ở Beverly Hills, trên Bãi biển Venice tháng 7 năm 1977. Theo Moray, họ có mối quan hệ mở: "Chung tôi tin tưởng nhau khi cả hai cùng ở LA...nhưng khi đã ra khỏi thành phố, chúng tôi có thể làm bất cứ điều gì mình muốn." Schwarzenegger gặp Maria Shriver tại Giải Tennis Robert F. Kennedy tháng 8 năm 1977, và bắt đầu có quan hệ với cả hai người cho tới tận tháng 8 năm 1978, khi Moray (có biết mối quan hệ của ông với Shriver) và ra tối hậu thư cho ông.
Schwarzenegger đã nói mơ ước lớn của ông từ khi mới lên 10 là sang Mỹ. Ông đã tự hỏi về việc mình đang làm "trong nông trại" ở Áo, và tin rằng thể hình là "tấm vé sang Mỹ" của mình: "Tôi tin chắc rằng tôi có thể sang Mỹ nếu tôi đoạt giải Mr. Universe." LA Weekly đã viết vào năm 2002 rằng Schwarzenegger là người nhập cư nổi tiếng nhất ở Mỹ, người "đã vượt qua giọng nói trọng âm mạnh của Áo và đã vượt qua một quá khứ thể hình lừng lẫy để trở thành ngôi sao điện ảnh lớn nhất thế giới hồi thập niên 1990."

## Sự nghiệp thể hình
Schwarzenegger được coi là một trong những nhân vật quan trọng nhất trong lịch sử thể hình, và di sản của ông đã được ghi lại trong cuốn Arnold Classic. Schwarzenegger vẫn là một gương mặt đầy ảnh hưởng của môn thể thao thể hình rất lâu sau khi đã nghỉ, một phần bởi ông sở hữu nhiều tạp chí thể dục và tập luyện. Ông đã đứng chủ tọa nhiều cuộc thi và trình diễn.
Trong nhiều năm, ông viết một bài báo hàng tháng cho các tạp chí thể hình Muscle & Fitness và Flex. Ngay trước khi trúng cử Thống đốc, ông được chỉ định làm biên tập viên quản trị của cả hai tạp chí, tư cách chủ yếu mang tính biểu tượng. Các tạp chí đồng ý đóng góp $250.000 mỗi năm cho các sáng kiến về thể thao của Thống đốc. Tạp chí MuscleMag International có một bài hai trang hàng tháng về ông, và gọi ông là "The King" (Đức Vua).
Một trong những cuộc thi đầu tiên ông giành chiến thắng là giải Mr. Europe Trẻ năm 1965. Ông thắng giải Mr. Europe năm sau đó, ở tuổi 19. Ông sẽ tiếp tục tham gia và giành chiến thắng trong nhiều cuộc thi nữa, cũng như một số cuộc thi powerlifting, gồm cả năm giải Mr. Universe (4 –  NABBA [Anh Quốc], 1 –  IFBB [USA]), và bảy giải Mr. Olympia, một kỷ lục cho tới khi Lee Haney giành tám danh hiệu Mr. Olympia liên tục năm 1991.

### Thi lực sĩ
Năm 1967, Schwarzenegger tham gia và chiến thắng trong cuộc thi nâng đá tại Munich, trong đó một hòn đá nặng 508 pounds Đức (254 kg/560 lbs.) được nhấc giữa hai cẳng chân trong khi chân đứng yên. Schwarzenegger đã nói như sau về các kích thước của mình: "Thời đỉnh cao sự nghiệp, bắp chân tôi 20 inches, bắp đùi 28.5 inches, eo 34 inches, ngực 57 inches, và bắp tay 22-inch."
Khi gánh đùi (mông chạm đất) Schwarzenegger có kỷ lục 181 kg/400 lbs, mười hai lần liên tục.

### Mr. Olympia
Mục tiêu của Schwarzenegger là trở thành vận động viên thể hình vĩ đại nhất thế giới, có nghĩa là trở thành Mr. Olympia. Lần đầu ông tham gia tranh tài năm 1969, và thua cuộc trước người đã ba lần vô địch Sergio Oliva. Tuy nhiên, Schwarzenegger quay trở lại năm 1970 và giành thắng lợi, ông trở thành Mr. Olympia trẻ nhất mọi thời đại ở tuổi 23, một kỷ lục ông vẫn giữ tới tận ngày nay.
Ông tiếp tục giành chiến thắng trong các cuộc thi năm 1971 – 1974. Năm 1975, Schwarzenegger tiếp tục có phong độ cao và giành giải lần thứ sáu liên tiếp, đánh bại Franco Columbu. Sau cuộc thi Mr. Olympia năm, Schwarzenegger thông báo nghỉ tập thể hình chuyên nghiệp.
Nhiều tháng trước cuộc thi Mr. Olympia năm 1975, các nhà làm phim George Butler và Robert Fiore đã thuyết phục Schwarzenegger tham gia, để quay phim quá trình tập luyện của ông cho bộ phim tài liệu tên gọi Pumping Iron. Schwarzenegger chỉ có ba tháng chuẩn bị, sau khi mất khá nhiều trọng lượng để xuất hiện trong bộ phim Stay Hungry với Jeff Bridges. Lou Ferrigno đã không phải là một đối thủ lớn, và nhẹ hơn Schwarzenegger ở thời điểm ông thắng giải Mr. Olympia 1975.
Tuy nhiên, Schwarzenegger đã quay trở lại tham gia cuộc thi Mr. Olympia năm 1980. Schwarzenegger đang tập cho vai Conan, và ông phải có vóc dáng chuẩn để chạy, cưỡi ngựa và đánh kiếm, nhưng vẫn muốn thắng giải Mr. Olympia một lần cuối cùng. Ông giữ kín kế hoạch này, khi một tai nạn khi tập khiến ông không thể tham gia và mất mặt. Schwarzenegger đã được thuê để tham gia bình luận thể thao cho mạng lưới truyền hình, khi ông thông báo ở giờ thứ 11 khi ông đang ở đó: "Sao không thi đấu?" Schwarzenegger giành chiến thắng với chỉ bảy tuần chuẩn bị. Sau khi được tuyên bố trở thành Mr. Olympia lần thứ 7, Schwarzenegger chính thức ngừng thi đấu.

### Sử dụng chất kích thích
Schwarzenegger đã công nhận sử dụng các chất tăng cường hoạt động anabolic steroid khi chúng còn hợp pháp, viết năm 1967 rằng "steroids giúp tôi duy trì kích thước cơ trong khi phải tuân thủ một chế độ ăn chặt chẽ để chuẩn bị cho mỗi cuộc thi. Tôi không dùng chúng để làm tăng kích thước cơ, mà là để duy trì cơ khi giảm cân." Ông đã gọi loại thuốc này là "tạo cơ."
Năm 1999, Schwarzenegger đã kiện Willi Heepe, một bác sĩ người Đức đã công khai dự đoán những vận động viên thể hình sẽ chết sớm, dựa trên sự liên kết giữa việc sử dụng steroid và các vấn đề về tim sau này. Vì vị bác sĩ chưa bao giờ khám trực tiếp cho ông, Schwarzenegger đã đưa ra đơn kiện trị giá 20.000 Mác Đức ($12.000 USD) về hành vi phỉ báng chống lại ông trước một tòa án Đức. Năm 1999, Schwarzenegger cũng khởi kiện và sau đó hòa giải với The Globe, một tờ báo khổ nhỏ Mỹ về các dự đoán tương tự về sức khỏe của các vận động viên thể hình. Schwarzenegger sinh ra với một van động mạch hai lá, (một van động mạch thông thường có ba lá).
Tới tận cuối năm 1996, một năm trước cuộc phẫu thuật tim mở của Schwarzenegger để thay thế van động mạch này bằng một van ghép mô người, Schwarzenegger đã công khai bảo vệ việc sử dụng steroid trong sự nghiệp của mình.

## Sự nghiệp điện ảnh
Schwarzenegger có ý định chuyển từ thể hình sang điện ảnh. Ông thực hiện điều này khi được chọn vào vai Hercules trong bộ phim Hercules ở New York năm 1970. Được đặt tên là "Arnold Strong", giọng ông trong phim nặng tới nỗi vai diễn phải được lồng tiếng lại trong phần hậu kỳ. Sau đó, ông tiếp tục xuất hiện trên màn ảnh với vai diễn một người bị câm và điếc trong một bộ phim của đạo diễn Robert Altman The Long Goodbye (1973), và trong một vai diễn quan trọng hơn của bộ phim Stay Hungry (1976). Ông đã được trao giải Quả cầu vàng với đề mục Ngôi sao mới của năm cho vai diễn này. Schwarzenegger chia sẻ những khó khăn ban đầu trong sự nghiệp điện ảnh của mình: "Khởi đầu rất khó khăn với tôi –  người quản lý và các đồng nghiệp cho rằng tôi 'quá kỳ lạ', rằng tôi có trọng âm nghe thật buồn cười và dài lê thê. Họ bảo tôi phải thay đổi. Nói chung, ở mọi nơi tôi tới, tôi đều được bảo rằng tôi chẳng có chút cơ hội nào."
Schwarzenegger bắt đầu được chú ý và nổi danh nhờ vai diễn trong bộ phim về thể hình Pumping Iron (1977)
. 
Sau đó ông thử vai trong serie phim The Incredible Hulk, nhưng không được chọn vì chiều cao không đủ. Schwarzenegger xuất hiện cùng Kirk Douglas và Ann-Margret trong bộ phim hài năm 1979, The Villain. Năm 1980, ông diễn xuất trong một bộ phim tiểu sử về nữ diễn viên của thập niên 1950 Jayne Mansfield trong vai chồng của Mansfield, Mickey Hargitay.
Bộ phim mang tính đột phá của Schwarzenegger là bộ phim sử thi Conan the Barbarian, quay năm 1982 khi đoạt doanh thu kỷ lục.. Tuy nhiên phần tiếp theo hai năm sau, Conan the Destroyer, lại đạt doanh thu không như mong đợi. Năm 1983, Schwarzenegger tham gia một đoạn video quảng cáo "Carnival in Rio".

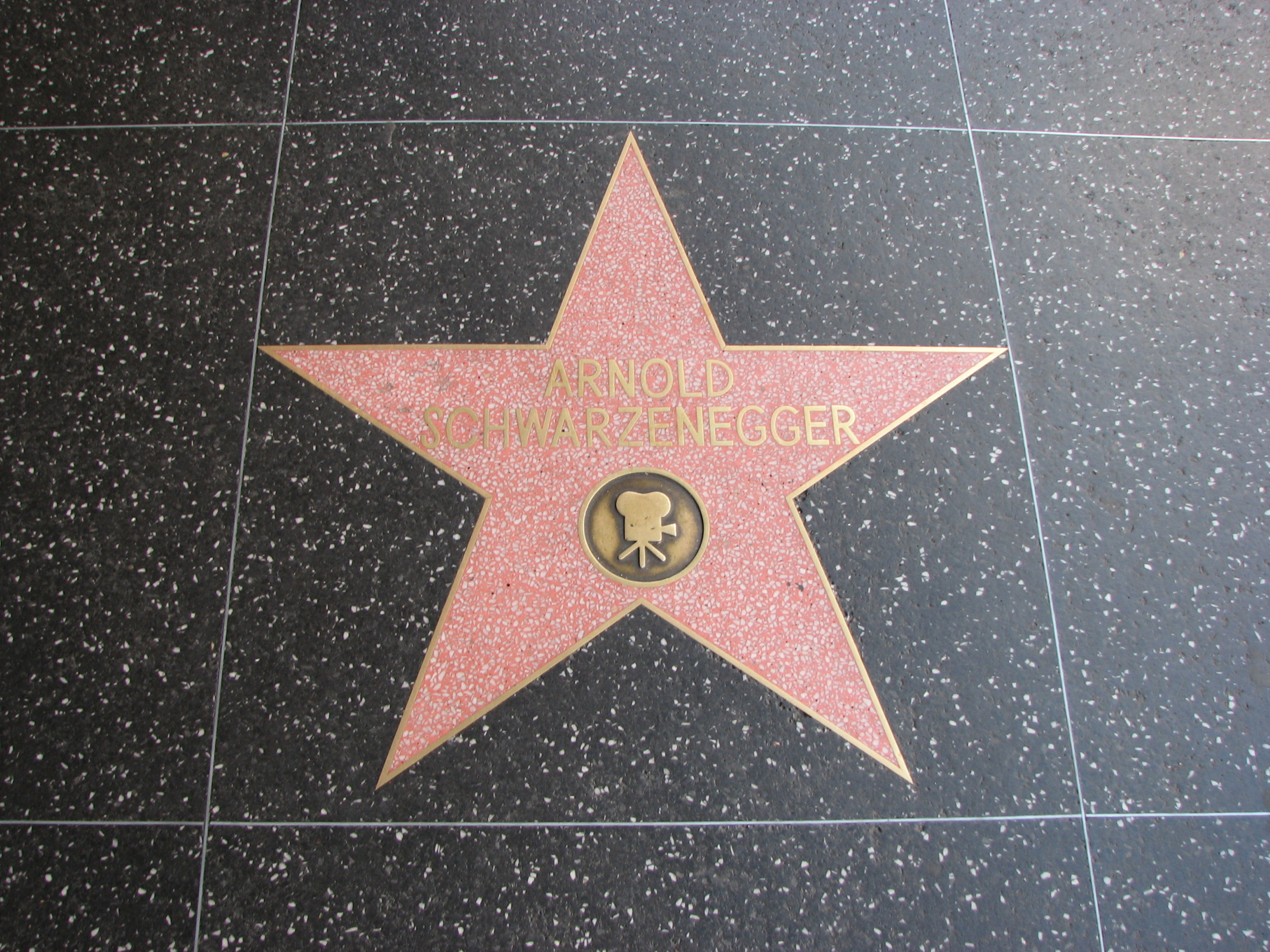
Ngôi sao của Arnold Schwarzenegger trên Đại lộ Danh vọng Hollywood

Năm 1984, Schwarzenegger xuất hiện trong bộ phim rùng rợn, khoa học viễn tưởng The Terminator, làm nên tên tuổi của ông và đạo diễn James Cameron,. Sau The Terminator, Schwarzenegger đóng phim Red Sonja năm 1985, sau đó thì "chìm nghỉm không dấu vết" một thời gian
Trong thập niên 1980, khán giả rất ưa chuộng các bộ phim thuộc thể loại hành động cơ bắp. Nhờ đó, Schwarzenegger cùng với Sylvester Stallone đã trở thành các ngôi sao tầm cỡ thế giới. Các vai diễn của Schwarzenegger phản ánh vẻ quái đản của ông, hơi hài hước (một số lúc là các trò chơi chữ xấu nổi tiếng), khiến ông khác biệt hẳn so với các vai anh hùng nghiêm túc khác. Trong bộ phim hài/ly kỳ Last Action Hero có một áp phích của phim Terminator 2: Judgment Day, trong một vũ trụ giả tưởng khác, Sylvester Stallone thủ vai Kẻ hủy diệt.
Sau khi trở thành siêu sao Hollywood, ông tiếp tục xuất hiện trong các bộ phim thành công khác: Commando (1985), Raw Deal (1986), The Running Man (1987), và Red Heat (1988). Trong bộ phim Predator (1987), một phim thành công khác nữa, Schwarzenegger đóng chung với Thống đốc tương lai của tiểu bang Minnesota Jesse Ventura (Ventura cũng xuất hiện trong The Running Man và Batman & Robin với Schwarzenegger) và ứng cử viên Thống đốc bang Kentucky Sonny Landham.
Twins (1988), một bộ phim hài với Danny DeVito, là một sự thay đổi, và cũng mang lại thành công. Total Recall (1990) mang lại cho Schwarzenegger khoản thù lao 10 triệu đôla (15% doanh thu), và được quảng cáo rộng rãi, biên kịch khoa học giả tưởng do Paul Verhoeven đạo diễn dựa trên truyện ngắn của Philip K. Dick, "We Can Remember It for You Wholesale". Trong phim Kindergarten Cop (1990) ông gặp lại đạo diễn Ivan Reitman, người chỉ đạo phim Twins.
Schwarzenegger đã có thời gian làm đạo diễn, lần đầu với tập phim năm 1990 của loạt phim truyền hình Tales from the Crypt, với tiêu đề "The Switch," và sau đó với bộ phim truyền hình năm 1992 Christmas in Connecticut. Từ đó ông thôi hẳn nghiệp đạo diễn.

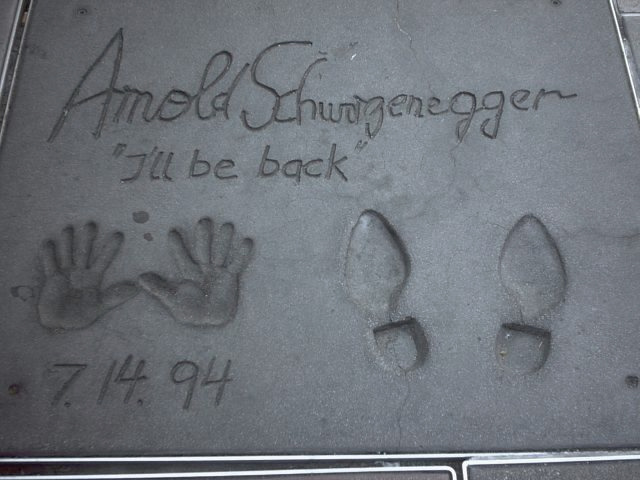
Dấu tay và chân của Arnold Schwarzenegger phía trước Grauman's Chinese Theatre

Thành công thương mại lớn nhất của Schwarzenegger là khi ông quay lại với vai diễn chính trong bộ phim năm 1991 Terminator 2: Judgment Day, bộ phim nổi nhất năm 1991. Năm 1993, National Association of Theatre Owners tặng ông danh hiệu "International Star of the Decade." Bộ phim tiếp theo của ông, phim hành động Last Action Hero năm 1993 được cho ra mắt cùng thời với Jurassic Park. Phim sau đó, True Lies (1994) phim hành động hài được đánh giá là bộ phim về điệp viên được nhiều người ưa thích, và chứng kiện sự tái hợp của Schwarzenegger với đạo diễn phim The Terminator James Cameron.
Một thời gian ngắn sau đó là bộ phim hài Junior (1994), lần cộng tác thứ ba và cuối cùng của ông với Ivan Reitman và lại cùng đóng cặp với Danny DeVito. Bộ phim này mang lại cho Schwarzenegger đề cử giải Golden Globe thứ hai, lần này cho giải Best Actor –  Musical or Comedy. Tiếp đó là bộ phim hành động ly kỳ Eraser (1996) và bộ phim dựa trên truyện tranh Batman & Robin (1997), ông đóng vai Mr. Freeze hung ác. Đây là phim cuối cùng trước khi ông nghỉ hồi phục thương tích ở lưng. Sau sự thất bại của Batman & Robin, sự nghiệp điện ảnh của Schwarzenegger bắt đầu giảm sút.
Nhiều dự án phim đã được công bố với dự định mời Schwarzenegger đóng vai chính, gồm bộ phim làm lại Planet of the Apes, một phiên bản phim mới của I Am Legend, và một bộ phim về Thế chiến II do Quentin Tarantino viết kịch bản và Schwarzenegger sẽ đóng vai một người Áo.
Thay vào đó, ông đã quay lại sau một thời gian ngắt quãng với bộ phim ly kỳ siêu thực 'End of Days' (1999), sau đó là những bộ phim hành động The 6th Day (2000) và Collateral Damage (2002) tất cả chúng đều không thành công lắm về doanh thu. Năm 2003, lần thứ ba ông xuất hiện trong loạt phim Terminator 3: Rise of the Machines, với doanh thu hơn $150 triệu chỉ riêng ở Hoa Kỳ.
Để tỏ lòng kính trọng với Schwarzenegger, năm 2002 Forum Stadtpark, một hiệp hội văn hoá địa phương, đã đề xuất những kế hoạch xây dựng một bức tượng Kẻ huỷ diệt cao 25-mét (82-foot) ở công viên trung tâm Graz. Schwarzenegger theo như tin đưa đã nói rằng mình rất tự hào, nhưng cho rằng tốt hơn nên chi số tiền đó vào các dự án xã hội và Special Olympics.
Những lần xuất hiện cuối cùng trong phim của ông gồm ba giây xuất hiện trong The Rundown (còn gọi là, Welcome to the Jungle) với The Rock, và bộ phim làm lại năm 2004 của Around the World in 80 Days, trong đó ông lần đầu tiên đóng cặp cùng Jackie Chan.
Schwarzenegger lồng tiếng nhân vật Baron von Steuben trong Episode 24 ("Valley Forge") của Liberty's Kids. Năm 2005 ông tự đóng mình trong The Kid & I.
Schwarzenegger đã xuất hiện trong bộ phim Terminator Salvation với vai người máy T-800 nguyên bản, theo đó gương mặt ông được ghép với thân hình của Roland Kickinger. Ban đầu, Schwarzenegger đã bác bỏ tin này.

## Sự nghiệp chính trị

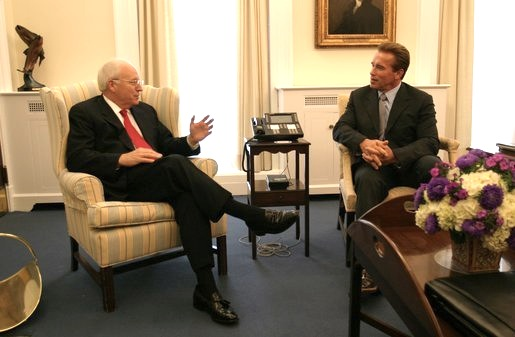
Phó Tổng thống Dick Cheney gặp Schwarzenegger lần đầu tại Nhà Trắng

### Buổi đầu làm chính trị
Schwarzenegger đã từng là một Đảng viên Cộng hoà có đăng ký trong nhiều năm. Là một diễn viên, các quan điểm chính trị của ông luôn nổi tiếng bởi chúng trái ngược với các quan điểm của nhiều ngôi sao Hollywood nổi tiếng khác, những người thường tự coi mình là một cá nhân trong cộng đồng thiên về tự do và Đảng Dân chủ. Tại cuộc Đại hội Quốc gia Đảng Cộng hòa năm 2004, Schwarzenegger đã có một bài diễn văn giải thích tại sao mình lại là một Đảng viên Cộng hoà:
| “ | Tôi cuối cùng đã tới đây năm 1968. Đó thật là một ngày đặc biệt. Tôi nhớ tôi đã tới đây với túi rỗng nhưng đầy những giấc mơ, đầy những quyết tâm, đầy những tham vọng. Chiến dịch tranh cử tổng thống đầy những bất ngờ. Tôi nhớ đã theo dõi cuộc đua giữa Nixon và Humphrey cho chức tổng thống trên TV. Một người bạn của tôi nói được cả tiếng Đức và tiếng Anh đã dịch cho tôi. Tôi đã nghe Humphrey nói những điều như chủ nghĩa xã hội, nơi tôi vừa rời bỏ. Nhưng sau đó tôi nghe Nixon nói. Ông nói về những doanh nghiệp tự do, không có sự hỗ trợ của chính phủ, giảm thuế và tăng cường quân đội. Nghe Nixon với tôi như một luồng không khí mới. Tôi đã nói với người bạn, tôi nói, "Ông ấy thuộc Đảng nào?" Người bạn tôi nói, "Ông ta là người Cộng hoà." Tôi nói, "Thế thì tôi cũng là người Cộng hoà." Và tôi đã trở thành một người Cộng hòa từ thời điểm đó. | ” |

Năm 1985, Schwarzenegger đã xuất hiện trong Stop the Madness, một đoạn video âm nhạc chông thuốc phiện do chính quyền Reagan tài trợ. Ông lần đầu được biết đến rộng rãi trong quần chúng với tư cách Đảng viên Cộng hòa trong cuộc bầu cử Tổng thống năm 1988, tháp tùng Phó tổng thống khi ấy là George H.W. Bush tại một cuộc vận động tranh cử.

Arnold Schwarzenegger cùng với G. H. W. Bush và bà Bush năm 1990

Lần đầu tiên Schwarzenegger được chỉ định chính trị nắm chức chủ tịch Hội đồng Tổng thống về Thể thao và Phát triển thể chất, và giữ chức này từ năm 1990 tới năm 1993. Ông được George H. W. Bush đề cử, và đặt danh hiệu "Conan the Republican". Sau đó ông giữ chức Chủ tịch Hội đồng Thống đốc về Thể thao và Phát triển thể chất tại California dưới quyền Thống đốc Pete Wilson. Tuy thế, các nhà phân tích chính trị đã cho rằng Schwarzenegger đã ngả sang đường lối tự do và thiên tả từ khi được bầu.
Năm 1993 và 1994, Schwarzenegger từng là một đại sứ Chữ Thập Đỏ (một vai trò chủ yếu là nghi lễ trong các buổi lễ), tham gia ghi hình/ghi âm nhiều chương trình cổ động hiến máu. Hình ảnh ông mặc một chiếc áo phông có biểu tượng Chữ Thập Đỏ với một cánh tay gồng cứng đã thu được một chút tiền khi nó xuất hiện trên nhiều tạp chí nổi tiếng.
Trong một cuộc phỏng vấn với tạp chí Talk cuối năm 1999, Schwarzenegger được hỏi liệu ông có nghĩ tới việc tham gia tranh cử. Ông đã trả lời, "Tôi đã nghĩ về nó nhiều lần. Khả năng là có, bởi tôi cảm nhận nó ở bên trong." The Hollywood Reporter đã tuyên bố một thời gian ngắn sau đó rằng Schwarzenegger tìm cách chấm dứt lời đồn đoán rằng ông có thể chạy đua giành chức thống đốc California. Sau những lời bình luận đầu tiên, Schwarzenegger đã nói, "Tôi làm việc trong lĩnh vực giải trí –  Tôi đang ở giữa sự nghiệp của mình. Tại sao tôi lại rời bỏ nó và nhảy vào một thứ khác?"

### Thống đốc bang California

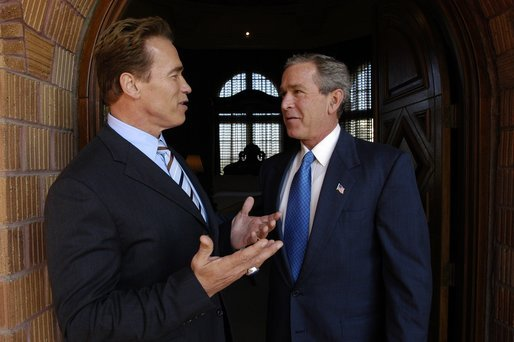
Tổng thống George W. Bush gặp Schwarzenegger sau khi ông chiến thắng trong cuộc đua giành chức thống đốc bang California

Schwarzenegger thông báo trở thành ứng cử viên tham gia cuộc bầu cử miễn nhiệm California năm 2003 để giành chức Thống đốc California ngày 6 tháng 8 năm 2003 trong The Tonight Show with Jay Leno. Với tư cách ứng cử viên cuộc bầu cử miễn nhiệm, Schwarzenegger là cái tên được biết đến trong rất nhiều ứng viên khác, nhưng ông chưa bao giờ giữ chức vụ nhà nước và các quan điểm chính trị của ông còn chưa được người dân California biết đến nhiều. Việc tham gia tranh cử của ông nhanh chóng trở thành tin nóng trên các bản tin quốc gia và thế giới, và giới truyền thông đã đặt cho ông tên hiệu "Governator" (ám chỉ vai diễn trong các bộ phim The Terminator, xem bên trên) và "The Running Man" (tên một trong các bộ phim khác của ông), và gọi cuộc bầu cử miễn nhiệm là "Total Recall" (cũng là một vai khác của Schwarzenegger). Schwarzenegger khước từ tham gia nhiều cuộc tranh luận với các ứng cử viên khác, và chỉ xuất hiện trong cuộc tranh luận ngày 24 tháng 9 năm 2003.
Ngày 7 tháng 10 năm 2003, cuộc bầu cử miễn nhiệm kết thúc với kết quả Thống đốc Gray Davis bị buộc rời nhiệm sở với 55.4% phiếu Thuận. Schwarzenegger được bầu làm Thống đốc California với câu hỏi thứ hai của cuộc bầu cử với 48.6% phiếu lựa chọn người thay thế Davis. Schwarzenegger đã đánh bại ứng cử viên Dân chủ Cruz Bustamante, ứng cử viên Cộng hòa khác Tom McClintock, và các ứng cử viên khác. Ứng cử viên về ngay sau ông, Bustamante, nhận được chưa tới 32% phiếu bầu. Tổng cộng, Schwarzenegger chiến thắng với 1.3 triệu phiếu. Theo những quy định của Hiến pháp California, không cần thêm một cuộc bầu cử tay đôi nữa. Schwarzenegger là thống đốc đầu tiên của California sinh ra ở nước ngoài từ thời Thống đốc người Ireland John G. Downey năm 1862.
Ngay khi Schwarzenegger trúng cử Thống đốc, Willie Brown đã nói ông sẽ khởi động một cuộc bầu cử miễn nhiệm khác. Schwarzenegger đã tuyên truyền cho cái mà ông coi là trách nhiệm làm sạch tình trạng trì trệ. Lấy theo một câu nói từ một đoạn văn nhại lại sự nghiệp thể hình của ông, Schwarzenegger đã gọi các nhà chính trị Dân chủ là "ông đàn bà," (nhại theo một đoạn trong Saturday Night Live gọi là "Hans and Franz").

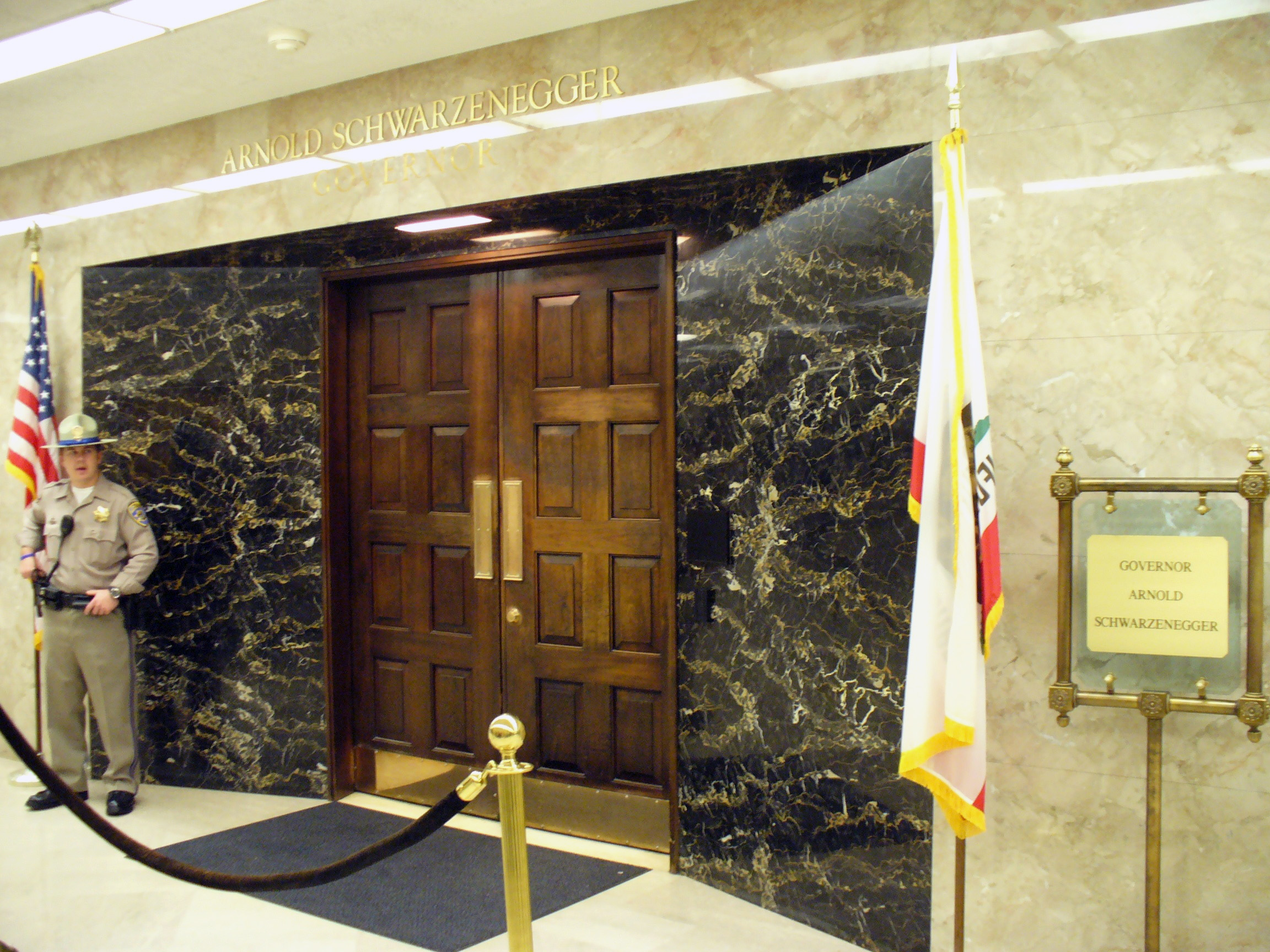
Văn phòng Thống đốc tại California State Capitol

Thời gian đầu giữ chức Schwarzenegger giành nhiều thành công và ghi nhận, gồm việc hủy bỏ mức phí đăng ký xe cao từng bị dân chúng phản đối cũng như không cấp bằng lái chonhững người nhập cư bấp hợp pháp, nhưng ở giai đoạn sau ông đã bị phản ứng khi các nghiệp đoàn hùng mạnh của tiểu bang đã phản đối lại nhiều sáng kiến của ông. Một trong những thực tế chính trị đáng chú ý nhất của ông là một cuộc bầu cử đặc biệt do ông kêu gọi vào tháng 11 năm 2005, trong đó bốn biện pháp được ông ủng hộ đã bị bác bỏ. Schwarzenegger đã chịu trách nhiệm cá nhân cho sự bác bỏ trên và tiếp tục tìm kiếm đồng thuận trong người dân California. Sau này ông đã bình luận rằng "không ai có thể thắng nều phe đối lập gom được 160 triệu dollar để đánh bại bạn."
Schwarzenegger sau đó đi ngược lại lời khuyên của các nhà chiến lược Cộng hoà và chỉ định một Đảng viên Dân chủ, Susan Kennedy, làm Giám đốc Văn phòng của mình. Schwarzenegger dần chuyển sang một lập trường chính trị trung dung hơn, quyết tâm xây dựng một di sản mạnh chỉ trong một thời gian ngắn trước cuộc bầu cử thống đốc tiếp theo.
Ông đã xuất hiện bên cạnh người bạn diễn trong phim Around the World in 80 Days, Jackie Chan, trong một đoạn quảng cáo của chính phủ chống lại sự vi phạm bản quyền.
Schwarzenegger chạy đua tái cử với ứng cử viên Dân chủ Phil Angelides, Thống đốc Ngân hàng California, trong cuộc bầu cử năm 2006, được tổ chức ngày 7 tháng 11 năm 2006. Bất chấp một năm nhiều thất bại của Đảng Cộng hoà, Schwarzenegger thắng cử với 56.0% số phiếu so với 38.9% của Angelides, chênh lệch hơn 1 triệu phiếu. Chiến thắng mang lại thêm cho ông nhiều thành tích chính trị.
Trong những năm gần đây, nhiều nhà bình luận đã cho rằng Schwarzenegger đang rời khỏi cánh hữu và hướng về phe chính trị trung dung hay trung dung thiên tả. Sau khi nghe một bài diễn thuyết của Schwarzenegger tưởng nhớ Martin Luther King năm 2006, Jr. breakfast, thị trưởng San Francisco Gavin Newsom đã nói rằng, "Một lần nữa ông ta đang trở thành người Dân chủ [...] Ông ta đang chạy ngược lại, thậm chí không phải về phe trung dung. Tôi phải nói là trung dung thiên tả."
Có lời đồn rằng Schwarzenegger có thể chạy đua vào Thượng viện Hoa Kỳ vào năm 2010, bởi tới thời điểm ấy thời gian nhiệm kỳ của ông đã kết thúc.

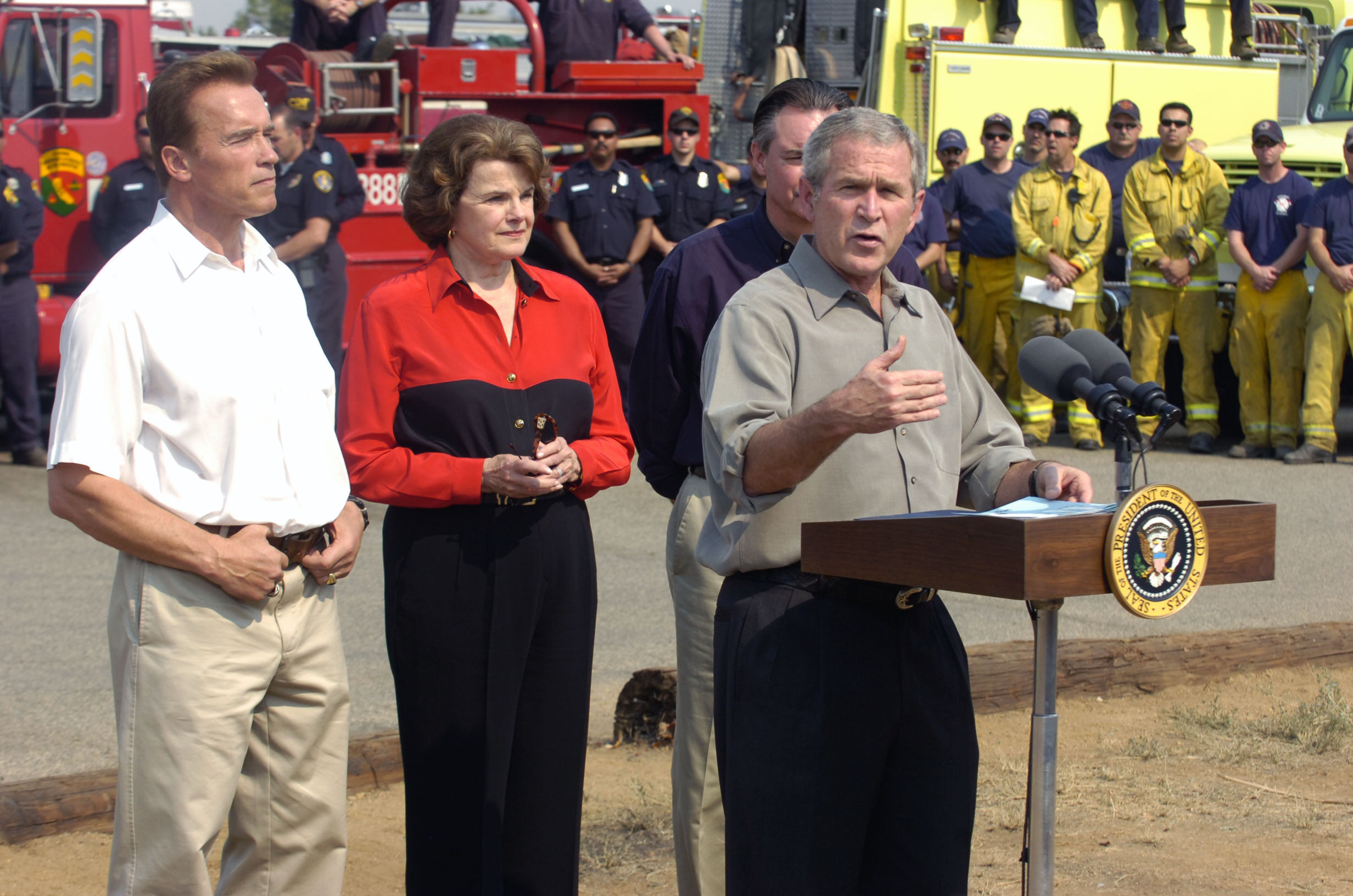
Với Schwarzenegger và Thượng nghị sĩ Dianne Feinstein ở phía sau, Tổng thống George W. Bush bình luận về những nỗ lực chống cháy rừng tại California, tháng 10 năm 2007

Wendy Leigh, người đã viết một tiểu sử không chính thức của Schwarzenegger, tuyên bố ông đã tính toán sự nghiệp chính trị từ khi còn nhỏ thông qua công nghiệp điện ảnh và thể hình để thoát khỏi sự đàn áp của gia đình. Leigh thể hiện Schwarzenegger như một người bị ám ảnh bởi quyền lực và trích dẫn ông đã nói, "Tôi đã muốn là một phần nhỏ của những người lãnh đạo, không phải của phần đông những kẻ đi theo. Tôi nghĩ đó bởi vì tôi đã thấy những nhà lãnh đạo sử dụng 100% tiềm năng của họ –  Tôi luôn thấy phấn khích bởi những người kiểm soát những người khác." Schwarzenegger đã nói ông không bao giờ có ý định bước chân vào chính trị, nhưng ông nói, "Tôi đã cưới một thành viên trong một gia đình chính trị. Bạn ở cùng họ và bạn nghe về chính sách, về cách giúp đỡ mọi người. Tôi đã thể hiện ý định trở thành một người phục vụ cộng đồng và Eunice cùng Sargent Shriver đã trở thành các anh hùng của tôi." Eunice Kennedy Shriver là chị/em của John F. Kennedy, và mẹ vợ của Schwarzenegger, Sargent Shriver là chồng của Eunice và cha vợ của Schwarzenegger. Theo ấn bản 2005 Year-in-Review của tạp chí Time, những người ủng hộ Schwarzenegger đang hy vọng sửa đổi Hiến pháp để ông có thể tham gia chạy đua chức Tổng thống Hoa Kỳ; hiện ông không đủ tư cách tham gia bởi ông không phải là một công dân sinh ra tại Hoa Kỳ. Quả thực, trong The Simpsons Movie, Schwarzenegger được thể hiện như một Tổng thống và trong bộ phim của Sylvester Stallone Demolition Man, đã có một sửa đổi hiến pháp cho phép ông trở thành Tổng thống.
Schwarzenegger có cả quốc tịch Áo/Hoa Kỳ. Ông có quốc tịch Áo theo nơi sinh và có quốc tịch Mỹ khi được cho phép nhập tịch năm 1983. Là một người Áo và vì thế cũng là một người châu Âu ông có thể được trao giải European Voice 2007 vì những đóng góp chống lại sự thay đổi khí hậu với Đạo luận các Giải pháp cho Nóng lên Toàn cầu năm 2006 của California và các kế hoạch đưa ra một chương trình mua bán quota khí thải với các bang khác của Hoa Kỳ và có thể cả với EU. Hiện tại, Schwarzenegger luôn coi mình là công dân Hoa Kỳ, và đã thể hiện sự thân thiết to lớn với bang California hơn là nơi sinh nước ngoài của mình.
Schwarzenegger không nhận mức lương thống đốc $175.000 mỗi năm mà chuyển chúng cho các quỹ từ thiện.
Sự ủng hộ của Schwarzenegger trong cuộc bầu cử sơ bộ Đảng cộng hoà cho cuộc Bầu cử Tổng thống Hoa Kỳ năm 2008 được lobby mạnh; dù là bạn tốt của các ứng cử viên Rudy Giuliani và thượng nghị sĩ John McCain, Schwarzenegger đứng trung lập trong suốt năm 2007 và đầu năm 2008. Giuliani thua cuộc ngày 30 tháng 1 năm 2008, chủ yếu bởi màn trình diễn kém ở Florida, và ủng hộ McCain. Cuối ngày hôm đó, Schwarzenegger là thính giả trong một cuộc tranh luận giữa các ứng viên Cộng hòa tại Thư viện Tổng thống Ronald Reagan ở Thung lũng Simi, California. Ngày hôm sau, ông ủng hộ McCain, nói đùa rằng, "Đó là một lỗi của Rudy!" (để nắc tới tình bạn của ông với cả hai ứng cử viên và rằng ông không thể quyết định). Sự ủng hộ của Schwarzenegger được cho là đã giúp đỡ nhiều cho chiến dịch của Thượng nghị sĩ McCain; cả hai đều đã nói về những lo ngại của mình về môi trường và kinh tế.

#### Sửa đổi Luật Ba lần Tấn công
Thống đốc Schwarzenegger đóng vai trò quan trọng trong việc phản đối Đề xuất 66, một đề xuất sửa đổi cho Luật Ba lần Tấn công của California, tháng 11 năm 2004. Sửa đổi này sẽ buộc lần phạm tội thứ ba phải hoặc mang tính bạo lực và/hay nghiêm trọng để có thể tuyên án chung thân với một người 25 tuổi. Trong tuần lễ cuối cùng trước cuộc bỏ phiếu, Schwarzenegger đã tung ra một chiến dịch dày đặc chống lại Đề xuất 66. Ông đã bình luận rằng "sửa đổi này sẽ thả ra 26.000 tên tội phạm và hiếp dâm nghiêm trọng".

### Thành tựu môi trường
Ngày 27 tháng 9 năm 2006 Schwarzenegger đã ký một dự luật về hạn chế khí thải gây hiệu ứng nhà kính đầu tiên tại Hoa Kỳ. Luật này đặt ra những hạn chế mới về số lượng khí thải các cơ sở, nhà máy lọc dầu và nhà máy sản xuất được phép thải vào khí quyển. Schwarzenegger cũng đã ký một dự luật về ấm lên toàn cầu thứ hai cấm các cơ sở và các tập đoàn lớn tại California ký các hợp đồng dài hạn với các nhà cung cấp không đạt các tiêu chuẩn thải khí nhà kính của tiểu bang. Hai dự luật này là một phần trong kế hoạch giảm 25% lượng khí thải của California năm 1990 vào năm 2020. Năm 2005, Schwarzenegger ra một lệnh hành chính kêu gọi giảm 80% lượng khí nhà kính dưới mức năm 1990 vào năm 2050.
Schwarzenegger đã ký một lệnh hành chính khác ngày 17 tháng 10 năm 2006 cho phép California làm việc với Sáng kiến Khí thải gây Hiệu ứng nhà kính Vùng Đông Bắc. Họ dự định giảm phát thải carbon dioxide bằng cách đặt ra một lượng hạn chế khí thải cho mỗi nhà máy năng lượng tại các bang tham gia. Bất kỳ nhà máy năng lượng nào vượt quá lượng khí thải được phép phải mua lại từ các nhà máy khác. Kế hoạch này dự định có hiệu lực vào năm 2009.
Ngoài việc sử dụng quyền lực chính trị để chống lại sự ấm lên toàn cầu, thống đốc cũng đã thực hiện các bước tại gia đình để giảm bớt lượng phát thải carbon. Schwarzenegger đã chuyển đổi một trong những chiếc Hummer của mình sang chạy bằng hydro và một chiếc khác bằng nhiên liệu sinh học. Ông cũng đã lắp đặt các tấm panel mặt trời để sưởi ấm nhà mình.
Để tỏ lòng trân trọng sự đóng góp của ông vào việc định hướng cho ngành công nghiệp ô tô Mỹ, Schwarzenegger đã được mời tới khai trương SAE World Congress tại Detroit, ngày 20 tháng 4 năm 2009.

## Đời sống cá nhân

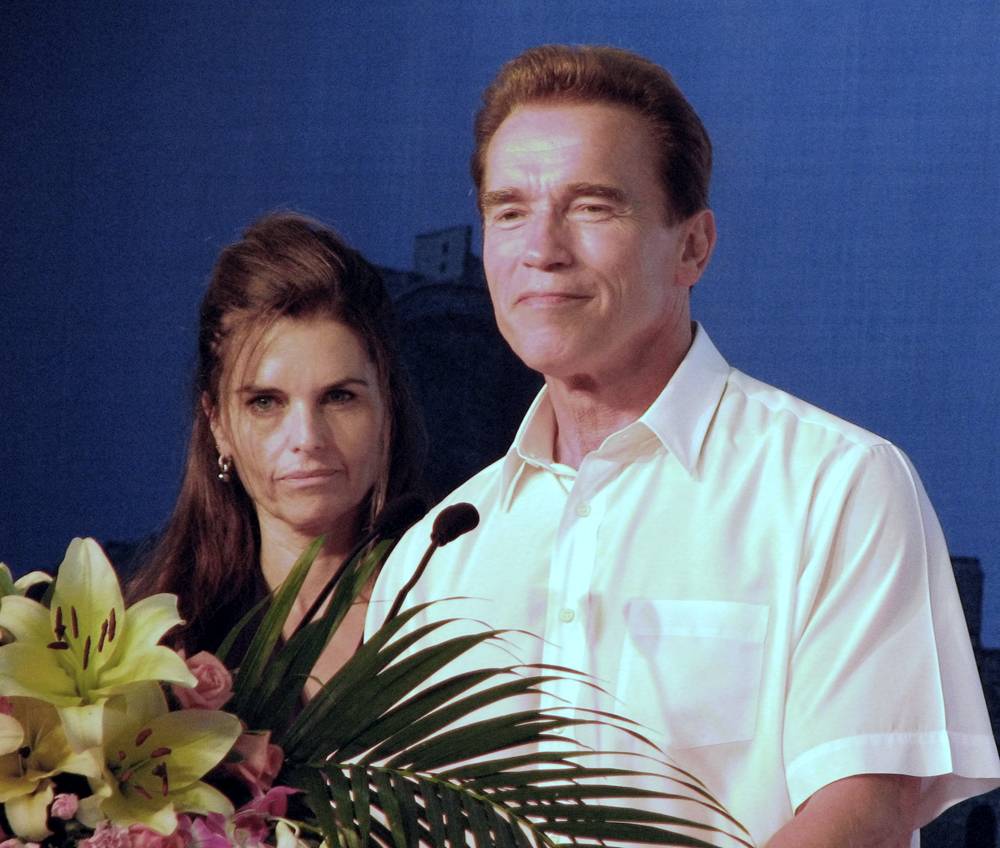
Schwarzenegger với vợ Maria Shriver tại Olympics cho người tàn tật ở Thượng Hải, Trung Quốc năm 2007

Năm 1977, cuốn sách hồi ký/hướng dẫn tập thể hình của Schwarzenegger Arnold: The Education of a Bodybuilder được xuất bản và mang lại thành công lớn. Sau khi theo học một lớp tiếng Anh tại Santa Monica College ở Santa Monica, California, ông được cấp bằng B.A. hàm thụ của University of Wisconsin-Superior, môn Kinh doanh và Kinh tế Quốc tế, năm 1979.
Ngày 26 tháng 4 năm 1986, Schwarzenegger cưới nhà báo truyền hình Maria Shriver, cháu gái của cựu Tổng thống Hoa Kỳ John F. Kennedy, tại Hyannis, Massachusetts. Giám mục John Baptist Riordan đã tiến hành lễ cưới tại Nhà thờ Cơ đốc giáo St. Francis Xavier. Họ có bốn con: Katherine Eunice Shriver Schwarzenegger (sinh ngày 13 tháng 12 năm 1989 tại Los Angeles, California); Christina Maria Aurelia Schwarzenegger (sinh ngày 23 tháng 7 năm 1991 tại Los Angeles, California); Patrick Arnold Schwarzenegger (sinh ngày 18 tháng 9 năm 1993 tại Los Angeles, California); và Christopher Sargent Shriver Schwarzenegger (sinh ngày 27 tháng 9 năm 1997 tại Los Angeles, California)
Schwarzenegger và gia đình hiện sống trong ngôi nhà rộng 11.000 foot vuông (1 022 m²) ở Brentwood. Họ từng có một ngôi nhà tại Pacific Palisades. Gia đình ông sở hữu các ngôi nhà nghỉ mát tại Sun Valley, Idaho và Hyannis Port, Massachusetts. Schwarzenegger không có nhà tại Sacramento. Tuy nhiên, bất kỳ khi nào ông ở tại thủ phủ bang, ông sống trong căn hộ cao cấp của khách sạn Hyatt Regency. Căn hộ này có giá $65.000 mỗi năm.
Vào các ngày chủ nhật, gia đình Arnold thường tham gia lễ tại Nhà thờ Cơ đốc giáo St. Monica's.
Schwarzenegger đã nói rằng ông tin sự bí quyết của một cuộc hôn nhân là tình yêu và sự tôn trọng. "Nếu bạn có tình yêu lớn cho vợ bạn và vợ bạn cũng có tình yêu như vậy dành cho bạn, tôi nghĩ bạn đã có một khởi đầu tốt ... Điều đó không có nghĩa là cuộc sống sẽ không thỉnh thoảng có những khó khăn. Bạn trải qua những khó khăn của mình và bạn làm việc cùng nó." Schwarzenegger đã nói về tình yêu thương cha mẹ năm 2000: "Một trong những điều tốt nhất bạn có thể làm cho con trẻ là chơi với chúng. Đồng thời, tôi hành động rất ngờ nghệch. Nhiều lần tôi chơi thể thao rất nhiều với chúng. Tôi chơi trò chơi với chúng. Hãy làm phần việc của mình. Thỉnh thoảng, chúng ta đã ít tham gia trò chơi."
Chiều cao theo công bố chính thức của ông là 6'2" (188 cm) đã bị nhiều bài báo nghi ngờ. Trong những ngày còn tập thể hình hồi cuối thập niên 1960, ông đo được 6'1.5", chiều cao được các bạn tập xác nhận. Năm 1988 cả tạp chí Daily Mail và Time Out đã cho rằng Schwarzenegger có vẻ thấp hơn nhiều so với con số được công bố. Gần đây hơn, trước khi tuyên bố chạy đua vào chức Thống đốc, chiều cao của Schwarzenegger một lần nữa lại bị nghi ngờ trong một bài báo của tờ Chicago Reader. Trong tư cách Thống đốc, Schwarzenegger đã tham gia một cuộc trao đổi vô tư với Ủy viên hội đồng lập pháp Herb Wesson về chiều cao của họ. Ở điểm mà Wesson chạm tới được, chính ông đã nói: "settle this once and for all and find out how tall he is." bằng cách ướm một cái thước thợ may lên vị Thống đốc. Schwarzenegger sau này đã trả đũa bằng cách đặt một tấm đệm xuống dưới và với dòng chữ "Cần nhấc không?" ở mức five-foot-five (165 cm) trên ghế của Wesson trước một cuộc họp trong văn phòng ông. Bob Mulholland cũng cho rằng Arnold cao 5'10" (178 cm) và ông mang giày có tấm độn. Cuộc tranh cãi về chiều cao của Schwarzenegger đã khiến xuất hiện hẳn một website chuyên về vấn đề này, và trang về ông là một trong những trang được truy cập nhiều nhất trên CelebHeights.com, một website tranh luận về chiều cao của những người nổi tiếng.
Năm 2005, Peter Pilz, thuộc Đảng Xanh Áo, đã yêu cầu nghị viện xem xét lại quy chế công dân Áo của Schwarzenegger. Yêu cầu này dựa trên Điều 33 Luật Công dân Áo nói rằng: Một công dân, đang đảm nhiệm chức vụ tại một quốc gia nước ngoài, sẽ bị tước quyền công dân, nếu người này làm tổn hại nghiêm trọng danh tiếng hay các quyền lợi của Cộng hòa Áo. Pilz tuyên bố rằng những hành động của Schwarzenegger ủng hộ hình phạt tử hình (đã bị cấm tại Áo theo Nghị định thư 13 của Hội đồng châu Âu về Nhân quyền) thực sự đã làm tổn hại danh tiếng nước Áo. Schwarzenegger đã giải thích hành động của mình bằng cách dẫn ra sự thực rằng ông chỉ làm nhiệm vụ của Thống đốc California là ngăn chặn một sai lầm trong hệ thống tư pháp.

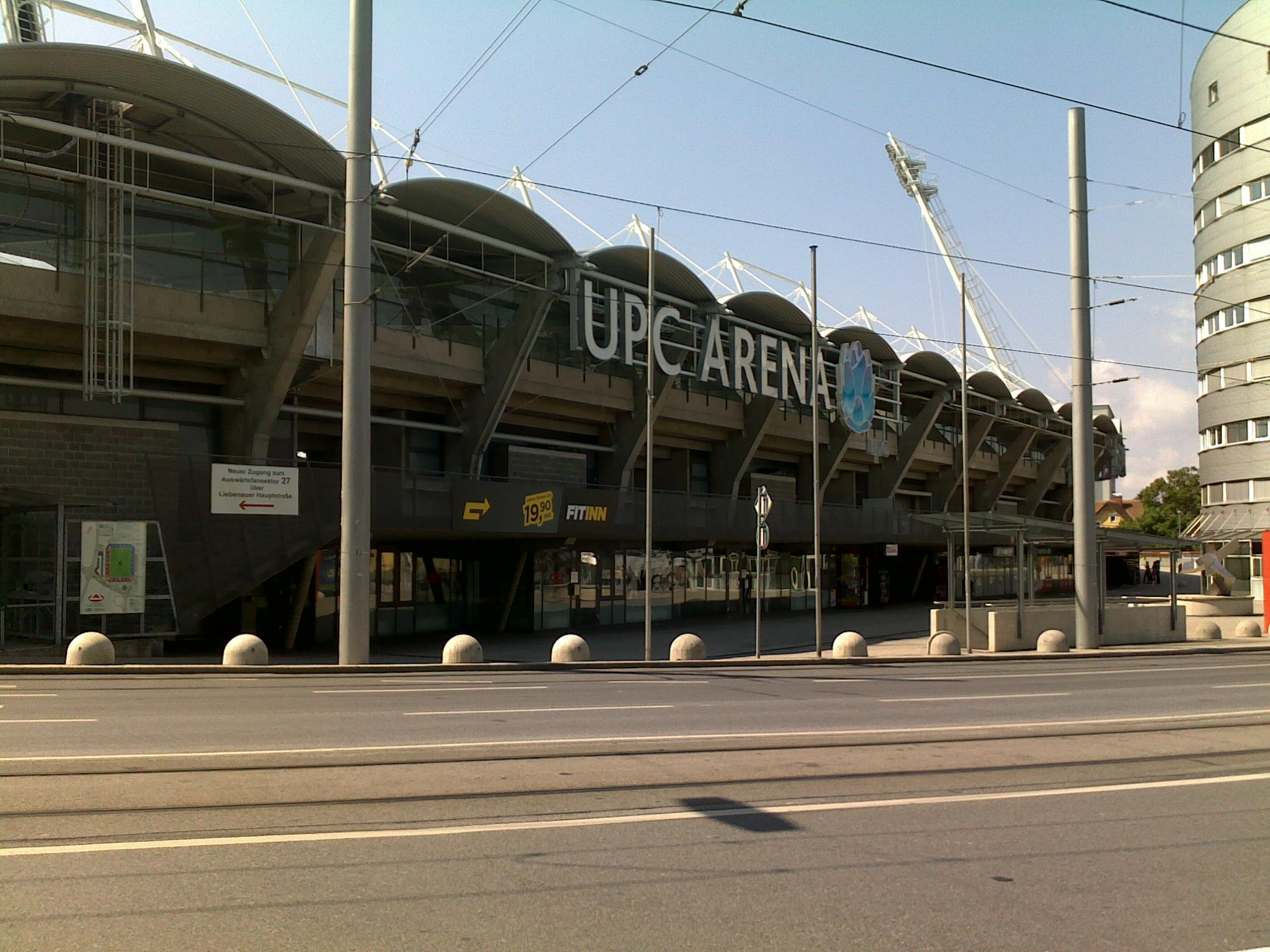
Arnold Schwarzenegger Stadium ở Graz, Steiermark, Áo

Để vinh danh người con nối tiếng của mình, thị trấn Graz quê hương của Schwarzenegger đã đặt tên sân vận động bóng đá của mình là Arnold Schwarzenegger Stadium. Đây là sân nhà của cả đội Grazer AK và Sturm Graz. Sau vụ tử hình Stanley Williams và sau những cuộc phản đối trên đường phố quê hương, nhiều chính trị gia địa phương đã khởi động một chiến dịch hủy tên của sân vận động. Schwarzenegger đã phản ứng lại, nói rằng "để giải thoát trách nhiệm cho các chính trị gia thành phố Graz, hôm nay tôi rút quyền sử dụng tên tôi tại Sân vận động Liebenau," và đặt ra một thời hạn chót chỉ vài ngày để họ bỏ tên ông. Các quan chức Graz đã gỡ tên Schwarzenegger khỏi sân vận động tháng 12 năm 2005. Bây giờ nó có tên chính thức là UPC-Arena.
Sun Valley Resort có một đường trượt ngắn tên là Arnold's Run, đặt theo tên Schwarzenegger (năm 2001). The trail is categorized as a black diamond, or most difficult, for its terrain.
Ông mua chiếc Hummer phiên bản dân sự đầu tiên năm 1992, một mẫu rất lớn, 6.300 lb (2900 kg) và rộng 7 feet (2.1 m), tới mức nó được xếp hạng là một xe tải lớn và các quy định nhiên liệu của Hoa Kỳ không áp dụng với nó. Trong chiến dịch bầu cử miễn nhiệm thống đốc ông đã thông báo sẽ chuyển đổi những chiếc Hummer của mình thành xe dùng nhiên liệu hydro. Việc chuyển đổi này được cho là có giá khoảng US$21.000. Sau cuộc bầu cử, ông đã ký một nghị định hành chính khởi động việc xây dựng các trạm cấp nhiên liệu hydro được gọi là Mạng Lưới Hydro Cao tốc California, và được Bộ Năng lượng Mỹ trợ cấp cho khoản chi phí US$91.000.000 của nó. California được giao hàng chiếc H2H (Hydrogen Hummer) đầu tiên vào tháng 10 năm 2004.
Người dân ở Thal bei Graz đã chào mừng sinh nhật lần thứ 60 của Schwarzenegger bằng một bữa tiệc. Các quan chức tuyên bố Một Ngày dành cho Arnold vào 30 tháng 7 năm 2007. Thal 145, số nhà nơi Schwarzenegger sinh ra thuộc về Schwarzenegger và không ai được đăng ký con số đó nữa.

### Các tai nạn và vấn đề y tế
Schwarzenegger đã bị gãy xương đùi bên phải khi trượt tuyết tại Sun Valley, Idaho với gia đình ngày 23 tháng 12 năm 2006. Ông đã vấp vào chiếc gậy trượt trên đường trượt Lower Warm Springs tại Bald Mountain, một đường trượt ở mức độ 'dễ'. Ông là một chuyên gia trượt tuyết. Ngày 26 tháng 12 năm 2006 ông trải qua một cuộc phẫu thuật 90 phút trong đó các đinh và dây cáp đã được sử dụng để bó những phần xương gãy lại với nhau. Ông ra viện, St. John's Health Center, ngày 30 tháng 12 năm 2006. Schwarzenegger không lùi thời hạn tuyên thệ nhậm chức lần thứ hai ngày 5 tháng 1 năm 2007, dù khi ấy ông vẫn phải dùng nạng.
Schwarzenegger đã hai lần gặp tai nạn mô tô trên các đường xa lộ, và bị thương. Ngày 8 tháng 1 năm 2006, khi lái một chiếc mô tô Harley Davidson tại Los Angeles, với con trai Patrick trên một chiếc ba bánh, một tài xế khác lùi vào phố ông đang đi, khiến ông và con trai va đâm vào chiếc xe đó ở tốc độ thấp. Con trai ông và người lái xe hơi không bị thương nhưng vị thống đốc bị thương tích nhỏ trên môi, khiến ông phải khâu 15 mũi. Sĩ quan Jason Lee, một người phát ngôn của Sở Cảnh sát Los Angeles nói "Không có vụ kiện tụng nào". Schwarzenegger, người lái mô tô nổi tiếng trong bộ phim Terminator, chưa bao giờ có xác nhận M-1 hay M-2 trên bằng lái California của ông, cho phép ông được lái mô tô hợp pháp. Trước đó, ngày 9 tháng 12 năm 2001, ông đã làm gãy sáu xương sườn và phải nằm viện bốn ngày sau một vụ tai nạn mô tô tại Los Angeles.
Năm 1997 Schwarzenegger đã chọn thay một van tim được cấy trên chính mô của ông; các chuyên gia y học dự đoán ông sẽ cần tiến hành phẫu thuật thay van tim trong hai tới tám năm tới bởi van tim của ông hiện đang dần hư hỏng. Schwarzenegger rõ ràng đã không muốn chọn một van cơ khí, giải pháp thông thường duy nhất ở thời ông làm phẫu thuật, bởi nó sẽ hạn chế nhiều khả năng hoạt động thể chất và tập luyện của ông.
Ông đã cứu một người đàn ông đang chết đuối năm 2004 khi đang đi nghỉ tại Hawaii khi bơi ra và đưa người này vào bờ.

## Sự nghiệp kinh doanh
Schwarzenegger cũng có một sự nghiệp kinh doanh rất thành công. Sau khi sang Mỹ, Schwarzenegger đã trở thành một "người có nhiều mục tiêu" và sẽ viết ra các mục đích của mình trên các tờ lịch ngay từ năm đầu tiên, giống như việc mở một công ty kinh doanh qua thu hay mua một chiếc xe mới –  và đã thành công trong việc thực hiện chúng. Tới khi 30 tuổi, Schwarzenegger đã là một triệu phú, từ khá lâu trước khi bước chân vào Hollywood. Sự độc lập tài chính của ông có được sau nhiều phi vụ đầu tư và kinh doanh thành công.
Năm 1968, Schwarzenegger và người bạn tập thể hình Franco Columbu bắt đầu kinh doanh xây dựng. Công việc phát triển nhờ khả năng marketing của hai người và sự tăng nhu cầu sau vụ động đất lớn tại Los Angeles năm 1971. Schwarzenegger và Columbu đã dùng các lợi nhuận có được từ công việc xây dựng để bắt đầu một công việc kinh doanh thư tín khác, bán các đồ luyện tập thể hình và băng hướng dẫn qua thư. Schwarzenegger bỏ lợi tức có được từ doanh nghiệp này và những khoản tiền kiếm được từ các cuộc thi thể hình vào một công ty bất động sản: một doanh nghiệp xây dựng các căn hộ ông mua lại với giá $10.000. Ông sẽ tiếp tục đầu tư vào một số công ty bất động sản khác.
Năm 1992, Schwarzenegger và vợ mở một nhà hàng tại Santa Monica tên là Schatzi On Main. Schatzi nghĩa đen "kho báu nhỏ," thường có nghĩa "mật ong" hay "người tình" trong tiếng Đức. Năm 1998, ông bán lại nhà hàng này. Ông đã đầu tư vào một cửa hàng mua bán tại Columbus, Ohio. Ông đã nói về một số người đã giúp mình trong những năm kinh doanh: "Tôi đã không thể biết về kinh doanh nếu không có một nhóm các giáo viên hướng dẫn... từ Milton Friedman tới Donald Trump... và hiện nay là, Les Wexner và Warren Buffett. Tôi thậm chí đã học được một hay hai điều từ Planet Hollywood, như khi nào thì phải rút lui! Và tôi đã thực hiện điều đó!" Ông có số cổ phần lớn trong Dimensional Fund Advisors, một công ty đầu tư.

### Planet Hollywood
Schwarzenegger là một nhà đầu tư sáng lập nổi tiếng trong chuỗi nhà hàng quốc tế Planet Hollywood (lấy theo mẫu Hard Rock Cafe) của Bruce Willis, Sylvester Stallone, và Demi Moore. Schwarzenegger đã cắt các quan hệ tài chính với thương vụ này từ năm 2000. Schwarzenegger nói công ty này không mang lại thành công như ông từng mong đợi, tuyên bố ông muốn tập trung chú ý vào "các doanh nghiệp toàn cầu Mỹ mới" và nghiệp phim ảnh.

### Tài sản
Năm 2003, tài sản thực của Schwarzenegger được đánh giá ở mức $100 – $200 triệu. Trong nhiều năm, ông đã đầu tư các khoản thu được từ các cuộc thi thể hình và phim ảnh vào một loạt các loại chứng khoán, trái phiếu, công ty tư nhân, và bất động sản tại Mỹ và khắp nơi trên thế giới, vì thế tài sản của ông thỉnh thoảng được ước tính lên tới 800 triệu đô la Tháng 6 năm 1997, Schwarzenegger đã chi $38 triệu tiền riêng để mua một chiếc Gulfstream Jet. Schwarzenegger từng một lần nói về tài sản của mình, "Tiền không làm bạn hạnh phúc. Tôi hiện có $50 triệu, nhưng lúc có $48 triệu, tôi cũng thấy hạnh phúc như vậy." "Tôi đã nhiều lần làm ra hàng triệu khi còn là doanh nhân."

## Những cáo buộc về quấy rối tình dục

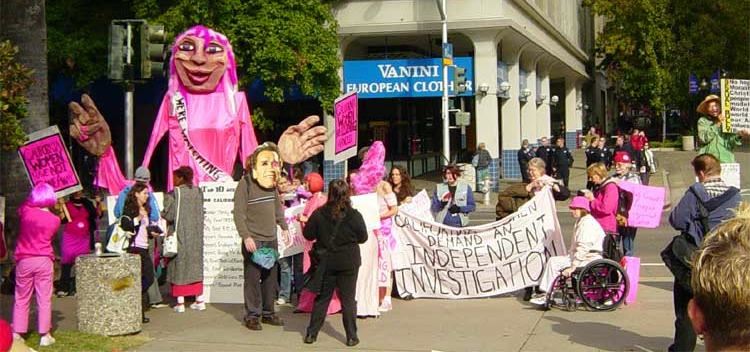
Code Pink biểu tình chống Schwarzenegger

Trong chiến dịch tranh cử thống đốc lần đầu, đã có những cáo buộc về tình dục và hành vi không đúng đắn chống lại Schwarzenegger (được gọi là Gropegate). Trong vòng năm ngày cuối trước cuộc bầu cử, những bản tin đã xuất hiện trên tờ Los Angeles Times tính toán số cáo buộc tình dục và hành vi không đúng đắn từ nhiều phụ nữ, sáu trong số đó cuối cùng đã xuất hiện với những câu chuyện của mình.
Ba phụ nữ tuyên bố ông đã chộp vú họ, một người thứ tư nói ông đã đặt tay bên dưới váy của bà phía trên mông. Một người phụ nữ thứ năm tuyên bố Schwarzenegger đã tìm cách lột bộ đồ bơi của bà trong một thang máy khách sạn, và người cuối cùng nói ông đã lôi bà vào lòng và hỏi bà về một cuộc mây mưa đặc biệt.
Schwarzenegger thừa nhận rằng ông đã "thỉnh thoảng cư xử tồi" và xin lỗi, nhưng cũng nói rằng "nhiều điều trong [cái] bạn thấy trong các câu chuyện là không có thực." Điều này xuất hiện sau một bài phỏng vấn trên tạp chí dành cho người lớn Oui từ năm 1977, trong đó Schwarzenegger thảo luận về việc tham gia những bữa tiệc sex điên loạn và sử dụng các chất như marijuana. Schwarzenegger xuất hiện hút marijuana sau khi vô địch Mr. Olympia trong bộ phim tài liệu năm 1975 Pumping Iron. Trong một cuộc phỏng vấn với tạp chí GQ tháng 10 năm 2007, Schwarzenegger đã nói, "[Marijuana] không phải là thuốc phiện. Đó là một loại lá. Thuốc phiện của tôi là pumping iron, hãy tin tôi đi." Sau này người phát ngôn của ông nói lời bình luận đó chỉ là một trò đùa.
Nhân vật truyền hình Anh Anna Richardson đã khởi kiện Schwarzenegger và hai cộng sự hàng đầu của ông, Sean Walsh và Sheryl Main tội phỉ báng vào tháng 8 năm 2006. Một bản tuyên bố chung nói rằng: "Các bên hài lòng bỏ qua vấn đề này và phấn khởi thấy vụ tranh cãi pháp luật này đã được giải quyết." Richardson tuyên bố họ đã tìm cách làm xấu danh tiếng của bà khi bác bỏ những cáo buộc của bà rằng Schwarzenegger đã chạm vào ngực bà trong một sự kiện báo chí (cho Ngày thứ 6) tại London. Bà tuyên bố Walsh và Main đã phỉ báng bà trong một bài báo trên tờ Los Angeles Times khi họ cho rằng bà đã khuyến khích Arnol có hành động đó.

## Tiểu sử
- Schwarzenegger, Arnold (1977). Arnold: Developing a Mr. Universe Physique. Schwarzenegger.
- –  with Douglas Kent Hall (1977). Arnold: The Education of a Bodybuilder. New York: Simon & Schuster. ISBN 0-671-22879-X.
- –  with Bill Dobbins (1981). Arnold's Bodybuilding for Men. New York: Simon & Schuster. ISBN 0-671-25613-0.
- –  with Bill Dobbins (1998). The New Encyclopedia of Modern Bodybuilding. New York: Simon & Schuster. ISBN 0-684-84374-9.
- Andrews, Nigel (2003). True Myths: The Life and Times of Arnold Schwarzenegger: From Pumping Iron to Governor of California. New York: Bloomsbury. ISBN 1-58234-465-5.
- Blitz, Michael (2004). Why Arnold Matters: The Rise of a Cultural Icon. and Louise Krasniewicz. New York: Basic Books. ISBN 0-465-03752-6.
- Borowitz, Andy (2004). Governor Arnold: A Photodiary of His First 100 Days in Office. New York: Simon & Schuster. ISBN 0-7432-6266-2.
- Brandon, Karen (2004). Arnold Schwarzenegger. San Diego: Lucent Books. ISBN 1-59018-539-0.
- Saunders, Dave (2008). "Arnie": Schwarzenegger and the Movies. London: I. B. Tauris.
- Sexton, Colleen A. (2005). Arnold Schwarzenegger. Minneapolis: Lerner Publications. ISBN 0-8225-1634-9.
- Zannos, Susan (2000). Arnold Schwarzenegger. Childs, Md.: Mitchell Lane. ISBN 1-883845-95-5.

### Phỏng vấn
- Interview in Oui magazine, tháng 8 năm 1977 at thesmokinggun.com
- Excerpts from Time Out (London) interview, 1977 Lưu trữ ngày 17 tháng 12 năm 2012 tại archive.today at time.com
- Schwarzenegger Interview on The Hour with George Stroumboulopoulos

### Phim
- "Arnold Schwarzenegger –  Hollywood Hero" DVD ~ Todd Baker
- "Pumping Iron" (25th Anniversary Special Edition) DVD ~ George Butler
- Arnold Schwarzenegger trên IMDb

### Chính thức
- State of California –  Office of Governor Arnold Schwarzenegger
- Arnold Schwarzenegger's Official Website Lưu trữ ngày 19 tháng 6 năm 2010 tại Wayback Machine (Non-Political)
- Arnold Schwarzenegger's Official Political Website Lưu trữ ngày 19 tháng 7 năm 2005 tại Wayback Machine
- Arnold Schwarzenegger on Twitter
- Arnold Schwarzenegger at the National Governors Association Lưu trữ ngày 29 tháng 6 năm 2011 tại Wayback Machine
- Complete text, audio, video of Governor Schwarzenegger's 2004 Republican National Convention Address AmericanRhetoric.com
- Complete text and audio of Governor Schwarzenegger's Speech to the United Nations on Global Climate Change AmericanRhetoric.com
- 3D timeline of Arnold Schwarzenegger Lưu trữ ngày 24 tháng 5 năm 2009 tại Wayback Machine

### Các website tranh cử
- Official VoteCircle Profile Lưu trữ ngày 15 tháng 9 năm 2015 tại Wayback Machine

### Không Đảng phái
Bản mẫu:GovLinks
- http://www.followthemoney.org/database/StateGlance/candidate.phtml?si=20065&c=418101 Lưu trữ ngày 11 tháng 1 năm 2012 tại Wayback Machine 2006 campaign contributions
- http://www.followthemoney.org/database/StateGlance/candidate.phtml?si=20065&c=431509 Lưu trữ ngày 11 tháng 1 năm 2012 tại Wayback Machine 2006 campaign contributions

### Không chính thức
- Arnold Schwarzenegger trên IMDb
- Arnold Schwarzenegger Bodybuilding Gallery (Gallery of Arnold Schwarzenegger's Competitive Years)